# Авраменко Володимир Григорович
Володи́мир Григо́рович Авра́менко (нар. 24 вересня 1940, м. Борислав Львівської області) — український спортсмен (футбол), тренер, педагог. Кандидат біологічних наук (1984), доцент (1987). Заслужений працівник фізичної культури і спорту України (2004). Чемпіон України з футболу ДСТ «Буревісник» (1967).

## Життєпис
Володимир Авраменко народився 24 вересня 1940 року в м. Бориславі Львівської області (нині Україна).
Закінчив Кременецький лісотехнічний технікум (1961), факультет фізичного виховання Кременецького (1968), біологічний факультет Тернопільського педагогічного інститутів (1981, нині обидва — Тернопільський національний педагогічний університет імені Володимира Гнатюка).
Працював майстром Тернопільського комбайнового заводу (1961). Від 1968 — в Тернопільському педагогічному інституті: асистент, старший викладач, доцент, завідувач кафедр: біологічних основ фізичного виховання і спорту (1985—1987), теорії і методики фізичного виховання та біологічних основ (1987—1992), спортивних ігор і гімнастики (1996—2005), від 2005 — доцент цієї кафедри.
Підготував понад 100 спортсменів у команди майстрів України та СРСР, зокрема до збірних команд — молодіжної, олімпійської, СРСР.
У 1991—1995 роках — голова, від 1995 — перший заступник голови Тернопільської обласної федерації футболу.
У 2001 році атестований як тренер УЄФА. Під тренерським керівництвом Авраменка збірна команда України з футболу стала призером всесоюзних змагань, команда педагогічного інституту — багаторазовий чемпіон та призер всеукраїнських змагань (обидва — у рамках ДСТ «Буревісник»); тернопільська команда «Буревісник» здобула путівку в клас «А» (1977).